# Crónicas de un pueblo
Crónicas de un pueblo es una serie de Televisión Española emitida en España entre 1971 y 1974 y que narra la vida cotidiana en un pueblo de España. Con guion de Juan Farias, es la primera serie dirigida por Antonio Mercero para TVE.

## Producción
El almirante Luis Carrero Blanco propuso al director general de TVE de entonces, el futuro político democrático Adolfo Suárez, que crease una serie propagandística de las leyes franquistas del reino (Fuero de los españoles, Fuero del trabajo, etc.). La serie desbordó sin embargo esos propósitos iniciales y adquirió una gran popularidad  y valor artístico por su costumbrismo neorrealista y sus buenos guiones, actores y dirección, no menos que por su elegante humor.
Narraba la vida cotidiana y los problemas de un pueblo de Castilla, Puebla Nueva del Rey Sancho, aldea ficticia, ya que en realidad la serie fue grabada en Santorcaz, cerca de Madrid. Los principales personajes eran el alcalde, el cura, el cabo de la Guardia Civil y el maestro; otros personajes también protagonistas eran el alguacil, el cartero, el conductor del autobús, la boticaria y los niños de la escuela.
La serie comenzó a emitirse en 1971 y permaneció tres años en antena con gran éxito.
La sintonía de la serie es una versión instrumental del tema I Could Easily Fall (in Love with You), interpretado por Cliff Richard and The Shadows e incluido en el álbum Aladdin and His Wonderful Lamp (1964).

## Premios
- Antena de Oro (1971).
- Premio Ondas (1972)
- TP de Oro (1972).

## Intérpretes y personajes
- Emilio Rodríguez, D. Antonio, el maestro.
- Fernando Cebrián, D. Pedro, el alcalde.
- Antonio Mercero, D. Feliciano, el cura. (cap. 2)
- Francisco Vidal, D. Marcelino, el cura (desde el cap. 3)
- María Nevado, Marta, la boticaria y concejal, después esposa del alcalde.
- Juan Amigo, Tomas, Cabo de la Guardia Civil.
- José Villasante, Gonzalo.
- Alicia Sainz de la Maza, maestra de la escuela.
- Jesús Guzmán, Braulio, el cartero.
- Antonio P. Costafreda, Goyo, el alguacil.
- Jacinto Martín, Joaquín, el dueño del bar.
- Rafael Hernández, Dionisio, el conductor del autobús.
- Tito García, Benito, comerciante en vinos, cuñado de Joaquín, y tras la muerte de este dueño del bar.
- Xan das Bolas, Camilo, pastor y barrendero.
- Paco Marsó, D. Francisco, Médico. (cap. 4, 9, 10 y 12)
- Arturo López, D. Cipriano, Médico. (cap. 6 y 19)
- Francisco Javier Martín “Blaki”, en los primeros capítulos secretario del Ayuntamiento

y los niños
- Emilio García, Juanito, hijo de Dionisio
- Pablo Miyar, Manolo
- José M. Aguado, Angelito
- Esther Dobarro, María